# Bürentogtokh, Khövsgöl
Bürentogtokh (tiếng Mông Cổ: Бүрэнтогтох, để thiết lập hoàn toàn) là một sum của tỉnh Khövsgöl tại miền bắc Mông Cổ. Vào năm 2009, dân số của sum là 4.245 người.

## Lịch sử

### Trước khi thành lập
Thống chế Chingünjav, một trong hai nhà lãnh đạo chính của cuộc nổi dậy thất bại chống lại người Mãn năm 1755 - 1756, được sinh ra tại Sangiin Dalai nuur. Phần còn lại của pháo đài của ông vẫn có thể được nhìn thấy một vài km về phía nam của trung tâm sum.
Năm 1877, Sodnomyn Damdinbazar được tấn phong với tên Jalkhanz Khutagt tại Jalkhanzyn Khüree, nằm trên lãnh thổ của Bürentogtokh ngày nay. Ông đã từng làm Thủ tướng hai lần, 1921 trong chính phủ bù nhìn của Nam tước Ungern và 1922/1923 dưới quyền Đảng Nhân dân Cách mạng Mông Cổ.

### Sau khi thành lập
Sum Bürentogtokh được thành lập, cùng với toàn bộ tỉnh Khövsgöl, vào năm 1931. Năm 1933, nó có khoảng 2.600 cư dân trong 752 hộ gia đình và khoảng 90.000 đầu gia súc. Năm 1973, các sum Büren và Bürenkhaan đã bị giải thể và bị sáp nhập một phần vào sum Bürentogtokh. Giữa năm 1952 và 1990, Bürentogtokh là trụ sở của negdel Delgermörön.

## Địa lý
Sum Bürentogtokh giáp với các sum Shine-Ider (ở phía nam), Tumerbulag (ở phía đông nam), Tosontsengel (ở phía đông), Tünel và Mörön (ở phía đông bắc), Alag-Erdene (ở phía bắc), Arbulag (ở phía bắc) và Tsagaan-Uul (ở phía tây). Sum có diện tích khoảng 3,760 km², 2,870 km² trong số đó là đồng cỏ.
Trung tâm sum, Bayan (tiếng Mông Cổ: Баян), nằm trên bờ sông Delgermörön, cách Mörön 51 km về phía tây và cách Ulaanbaatar 722 km.

### Khí hậu
Khí hậu bán khô hạn là kiểu khí hậu chủ yếu trong khu vực. Nhiệt độ trung bình hàng năm tại đây là 0 °C. Tháng ấm nhất là tháng 7, khi nhiệt độ trung bình là 20 °C và lạnh nhất là tháng 1, với -20 °C.  Lượng mưa trung bình hàng năm là 331 milimét. Tháng mưa nhiều nhất là tháng 7, với lượng mưa trung bình 88 mm và khô nhất là tháng 2, với lượng mưa 2 mm.

## Kinh tế
Năm 2004, có khoảng 145.000 đầu gia súc, trong đó có 66.000 con cừu, 63.000 con dê, 8.500 bò nhà và bò yak, 7.800 con ngựa và 190 con lạc đà. Có một số mỏ than trong khu vực, cũng như một số phosphor dự trữ (chưa sử dụng). Khoảng năm 2005, trung tâm sum đã được kết nối với lưới điện trung tâm của Mông Cổ qua Mörön.